# Stylogyne sellowiana
Stylogyne sellowiana är en viveväxtart som beskrevs av Carl Christian Mez. Stylogyne sellowiana ingår i släktet Stylogyne och familjen viveväxter. Inga underarter finns listade i Catalogue of Life.